# Clan Ōtomo
Pour les articles homonymes, voir Ōtomo.

Mon du clan Ōtomo.

Le clan Ōtomo (大伴氏, Ôtomo uji) fut le nom de deux familles (uji) distinctes au cours de l'histoire japonaise. La première de ces familles apparaît à la période Yamato, au VIIe siècle et s'illustra auprès de la cour impériale de cette époque avant de tomber en disgrâce et de disparaître en 866 à la suite de l'implication de son chef dans la conspiration Ōtenmon. Une deuxième famille prit le nom de clan Ōtomo plusieurs siècles plus tard, à partir d'Ōtomo Yoshinao, proche du premier shogun Minamoto no Yoritomo. Cette deuxième famille joua ensuite un rôle politique important dans les périodes de Kamakura et de Muromachi. Le clan prit notamment part aux affrontements entre les cours du Nord et du Sud au XIVe siècle, puis à la guerre d'Ōnin au XVe siècle. A la fin de la période Sengoku, Ōtomo Yoshimune passa au service de Toyotomi Hideyoshi mais fut défait lors des expéditions de ce dernier en Corée. En punition, il se voit retirer le dernier fief de la famille. Par la suite, le clan Ōtomo servit le pouvoir shogunal durant la période d'Edo mais n'eut plus jamais la même influence.

## Premier clan Ōtomo (Ve–VIIIesiècle)

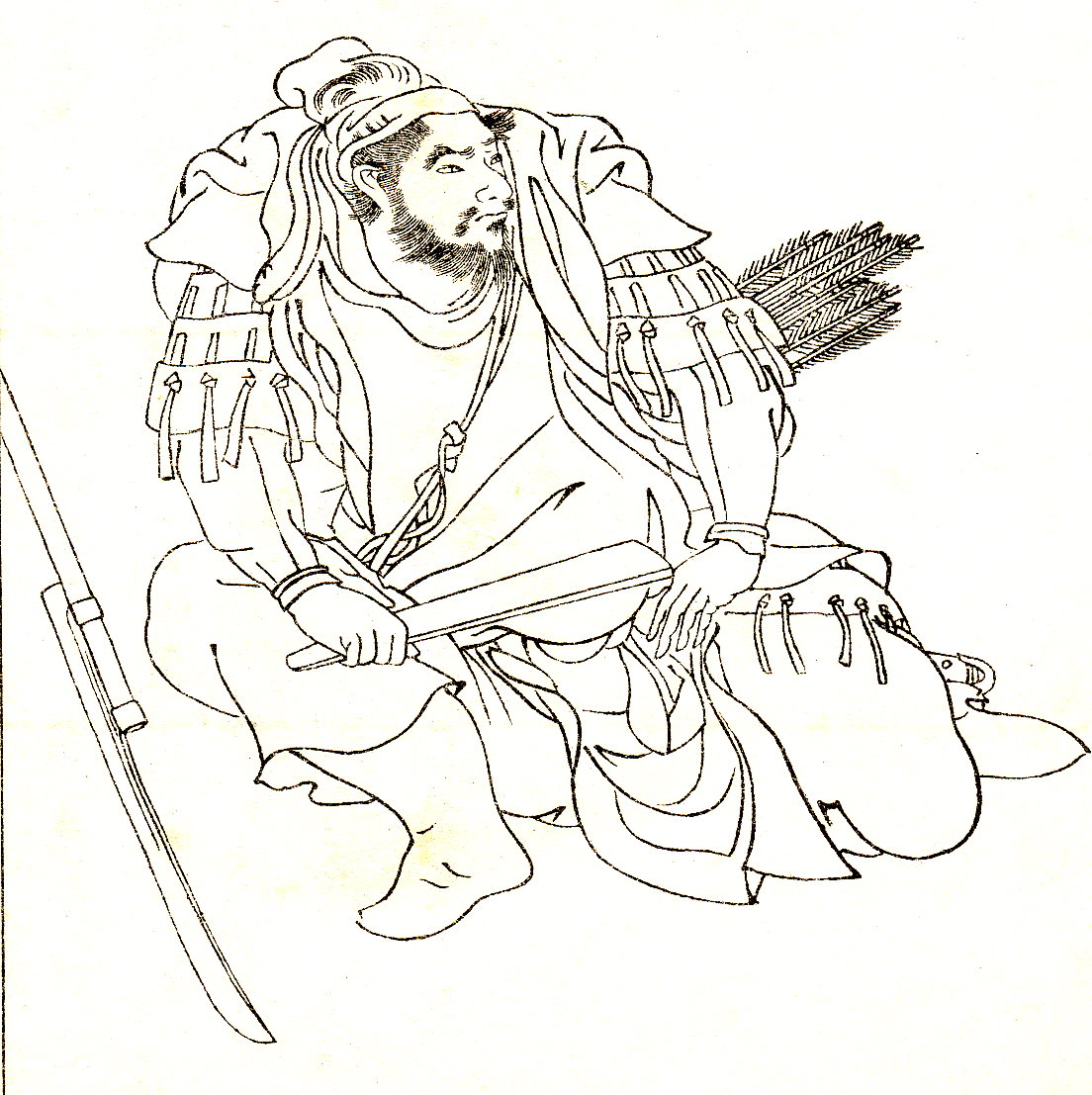
Ōtomo no Kanamura

Les chroniques du VIIIe siècle, Kojiki et Nihon shoki, relatent que le clan descendrait d'une des divinités qui accompagnaient Ninigi, petit-fils de la déesse Amaterasu Omikami, dans sa descente du ciel. La réalité de son origine est plus difficile à discerner, et il n'apparait qu'au Ve siècle lorsque ses membres exercent la fonction de muraji. Conjointement avec le clan Mononobe, le clan Ōtomo avait alors la charge des affaires militaires à la cour impériale, ce qui engendrait des rivalités entre les deux familles. Ōtomo no Kanamura fut son premier membre important connu, exerçant son influence à la cour pendant une quarantaine d'années avant de tomber en disgrâce en 540, lorsque l'empereur Kimmei le démet de son poste d'ōmuraji sur les conseils du ministre Mononobe no Okoshi. Pendant plus d'un siècle, le clan Ōtomo retomba dans un anonymat relatif avant de revenir sur la scène politique en 672, lorsque Ōtomo no Fukei gagna la confiance du prince Ōama (le futur empereur Temmu) en le servant dans la guerre de Jinshin. Pendant la période Nara (710-794), le clan Ōtomo a produit de nombreux hauts fonctionnaires, militaires et poètes célèbres, dont Ōtomo no Tabito, Ōtomo no Sakanoue no Iratsume et Ōtomo no Yakamochi. En 821, le clan change de nom et devient le clan Tomo pour éviter l'homonymie avec le nom personnem du prince Ōtomo, le futur empereur Junna. Comme beaucoup d'autres familles puissantes de la cour, au début de la période Heian (794-1185), les Ōtomo entrèrent en conflit avec la famille montante des Fujiwara. Après que Tomo no Yoshio (809-868) ait été impliqué dans la conspiration Ōtenmon (l'incendie volontaire de la porte principale du palais impérial), le clan est déchu de toutes ses fonctions, avant de disparaître. 

### Personnalités importantes
- Ōtomo no Kanamura
- Ōtomo no Tabito (homme politique, mais aussi commandant militaire et poète, à qui l'on doit la compilation du Man'yōshū, une des plus importantes anthologie de l'histoire de la littérature japonaise)
- Ōtomo no Yakamochi (fils du précédent, poète waka et deuxième compilateur du Man'yōshū)
- Ōtomo no Sakanoue no Iratsume (poétesse)
- Tomo no Yoshio

## Deuxième clan Ōtomo (XIIe–XVIIesiècle)

### Origines

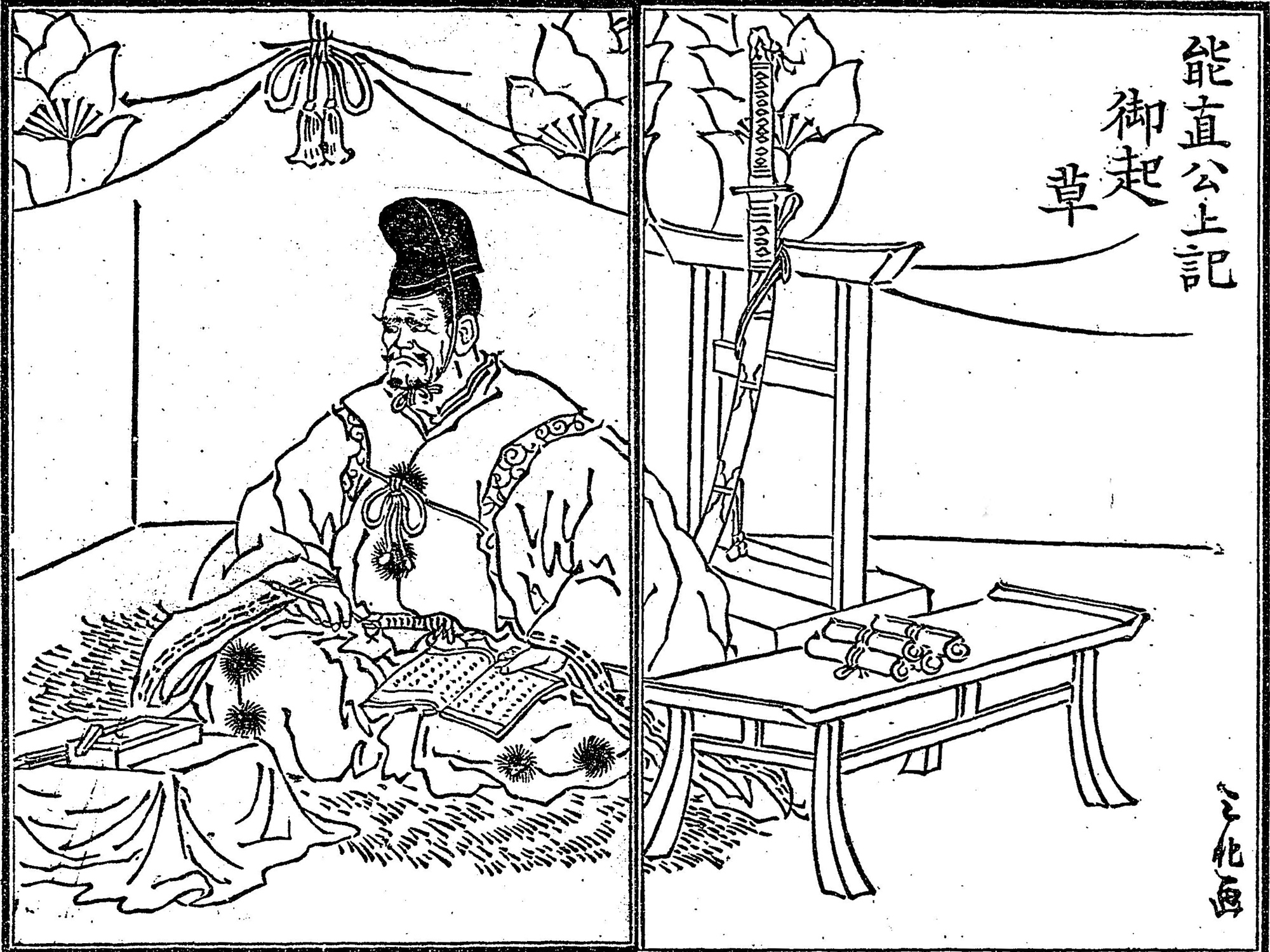
Ōtomo Yoshinao

Les origines de la deuxième famille Ōtomo sont peu claires. Il pourrait s'agir de descendants de Fujiwara no Hidesato qui auraient exercé un pouvoir local dans le canton d'Ōtomo, dans la province de Sagami, d'où le nom Ōtomo. Il n'y donc aucun lien avec le clan qui a porté le même nom plusieurs siècles plus tôt. Son fondateur, Ōtomo Yoshinao, reçut de Minamoto no Yoritomo la charge de chinzei-bugyō (commissaire à la Défense de l'ouest) qui consistait à assurer la défense de Kyūshū. Cette charge fut transmise aux descendants de Yoshinao (mort en 1223) et le clan Ōtomo se sépara en plusieurs branches, qui s'établirent toutes dans les régions septentrionales de Kyūshū.

### Ascension
Dans la guerre qui oppose les cours du Nord et du Sud, le clan Ōtomo soutient celle du Nord, aux côtés d'Ashikaga Takauji, le fondateur du shogunat Ashikaga. La victoire de la cour du Nord en 1392 permet aux Ōtomo de devenir les plus puissants seigneurs (daimyo) du nord de Kyūshū en cumulant les provinces de Bungo, Higo et Chikugo. Par la suite, lors de la guerre d'Ōnin, le clan Ōtomo se range du côté de Hosokawa Katsumoto et bénéficie donc de l'ascension du clan Hosokawa à la fin de la guerre. Durant cette période troublée, les Ōtomo affermissent leur contrôle sur des clans subalternes, qui deviennent leurs sujets.

### Période Sengoku et disparition

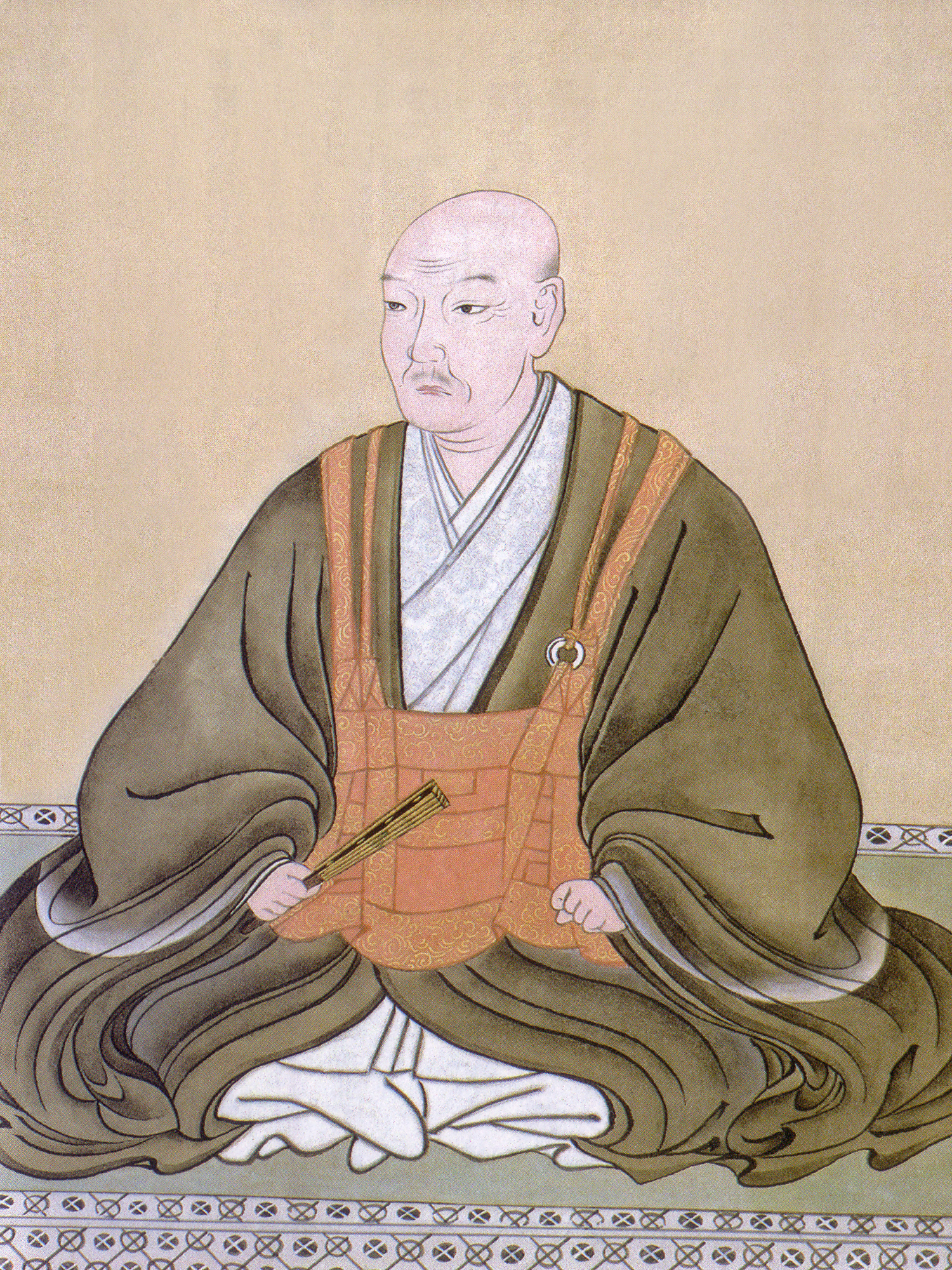
Ōtomo Sōrin

Les victoires successives des Ōtomo lors des guerres des XIVe et XVe siècles avaient considérablement accru leur emprise territoriale, si bien qu'ils faisaient partie des trois plus puissants seigneurs de Kyūshū au début de l'époque Sengoku. Durant cette période de guerre permanente, le clan Ōtomo dut cependant affronter ses voisins, les clans Ryūzōji et Shimazu, pour le contrôle de l'île. Sous Ōtomo Sōrin (aussi appelé Yoshishige), le clan atteint son apogée, en contrôlant un tiers de Kyūshū et en amassant des fortunes considérables en commerçant avec la Chine des Ming et les marchands portugais. L'influence des Occidentaux mène à la conversion au christianisme, à 14 ans, de Chikaie, le fils de Sōrin, sous le nom de « Sebastião ». Sōrin lui-même se convertit au christianisme en 1578 et fut l'un des trois daimyo (avec Ōmura Sumitada et Arima Harunobu) à envoyer une délégation au pape. Cependant, à partir de 1578, il subit plusieurs défaites infligées par les Shimazu, le prestige du clan Ōtomo déclina rapidement.
Ōtomo Yoshimune passa au service de Toyotomi Hideyoshi, qui ne lui laissa que la province de Bungo, cœur historique du clan. Ses échecs militaires lors des campagnes de Corée acta la fin du clan, lorsque Hideyoshi retira à Yoshimune sa dernière province. Par la suite, le clan Ōtomo servit le Shogunat Tokugawa en occupant la charge de kōke, qui consistait à assurer des tâches protocolaires, puis disparut progressivement.

### Chefs du clan Ōtomo
1. Ōtomo Yoshinao[6](大友能直?, 1172–1223)
2. Ōtomo Chikahide (大友親秀?, 1195–1248)
3. Ōtomo Yoriyasu (大友頼泰?, 1222–1300)
4. Ōtomo Chikatoki (大友親時?, 1236–1295)
5. Ōtomo Sadachika (大友貞親?, 1246–1311)
6. Ōtomo Sadamune (大友貞宗?, ? –1334)
7. Ōtomo Ujiyasu (大友氏泰?, 1321–1362)
8. Ōtomo Ujitoki (大友氏時?, ? –1368)
9. Ōtomo Ujitsugu (大友氏継?, ? –1401)
10. Ōtomo Chikayo (大友親世?, ? –1418)
11. Ōtomo Chikaaki (大友親著?, ? –1426)
12. Ōtomo Mochinao (大友持直?, ? –1445)
13. Ōtomo Chikatsuna (大友親綱?, ? –1459)
14. Ōtomo Chikataka (大友親隆?, ? –1470)
15. Ōtomo Chikashige (大友親繁?, 1411–1493)
16. Ōtomo Masachika (大友政親?, 1444–1496)
17. Ōtomo Yoshisuke (大友義右?, 1459–1496)
18. Ōtomo Chikaharu (大友親治?, 1461–1524)
19. Ōtomo Yoshinaga (大友義長?, 1478–1518)
20. Ōtomo Yoshiaki (大友義鑑?, 1502–1550)
21. Ōtomo Sōrin[6] (大友宗麟?, 1530–1587)
22. Ōtomo Yoshimune[6] (大友義統?, 1558–1610)
23. Ōtomo Yoshinori (大友義乗?, 1577–1612)
24. Ōtomo Yoshichika (大友義親?, 1597–1619)